# Philippe Robinet
 (août 2023).
Pour les articles homonymes, voir Robinet.
Philippe Robinet, né le 28 octobre 1963 à Auxerre est éditeur, président-directeur général des éditions Calmann-Lévy, cofondateur et président-directeur général des éditions Kero.

## Parcours

### Édition
De 1997 à 2002, il été gérant des éditions Le Serpent à Plumes.
En 2002, il a créée Oh ! Éditions avec pour objectif de publier des documents et des romans. Philippe Robinet y a édité les livres de Michel Serrault et il a écrit la préface de A bientôt livre posthume de l'acteur,.
En 2012, il cofonde les Éditions Kero dont il est président-directeur général. Les éditions Kero publient des documents, des témoignages, des livres de développement personnel et de l'humour. En 2016, les éditions Kero intègrent le groupe Hachette Livre.
En 2016, Philippe Robinet prend la direction générale et en 2025 la présidence des éditions Calmann-Lévy, l'une des plus anciennes maisons d'édition françaises (1836) qui a donné au roman grand public ses lettres de noblesse, avec Balzac, Flaubert, Hugo, ou encore Stendhal.
Il est Président de la Société civile des éditeurs de langue française - SCELF - qui regroupe 400 éditeurs pour développer les adaptations des livres en films ou séries et Secrétaire général du Bureau International de l'édition française[source secondaire souhaitée].

## Autres
Il est chargé d'enseignement X-HEC entrepreneurs et a commencé sa carrière en dirigeant le département médias de la société française d'études et de conseil BVA[source secondaire souhaitée].
Il est administrateur des Fondations : Aéroports de Paris, RENAULT Group, Engagement médias pour les jeunes (France télévisions) et de l'Alliance française de Paris.
En 1994 il a cofondé le quotidien InfoMatin, dont le premier numéro a été publié le 10 janvier 1994, ce quotidien se distinguait par ses articles, son format, sa pagination et son faible coût.
Nommé, en 2008, membre d'une commission des États Généraux de la Presse[source secondaire souhaitée]. Il est à l'initiative, avec Serge Guérin, de la création du chéquier presse destiné à favoriser la découverte des kiosques et de la diversité de la presse par les jeunes. L'initiative, reprise par la ville d'Othis a été primée, lors du Congrès de l'Association des Maires de France, comme la meilleure initiative territoriale 2009 (prix la Gazette des Communes-GMF).
Philippe Robinet est depuis 2018 président d'honneur de l'association Le Labo des histoires, association qu'il a cofondée et présidée de 2011 à 2018 - qui organise dans toute la France des ateliers d'écriture gratuits pour tous les jeunes de 9 à 25 ans, animés par des romanciers, éditeurs, journalistes, paroliers, blogueurs ou scénaristes renommés,

## Décorations
- Chevalier de la Légion d'honneur[12]. Il est fait chevalier le 13 juillet 2016. Il reçoit ses insignes du Président de la République François Hollande le 1 mars 2017.
- Officier de l'ordre national du Mérite[13]. Il est fait Officier le 21 juin 2022.
- Officier de l'ordre des Arts et des Lettres[14]. Il est fait chevalier le 23 mai 2008 et il est promu officier le 16 septembre 2019.

## Publications
- La presse quotidienne, Flammarion, coll. « Dominos », 1998, en collaboration avec Serge Guérin
- Les sondages pour l'entreprise, Eyrolles, 1993, en collaboration avec Serge Andrieu
- Paris et enjeux de la presse de demain, PUG, 1987, en collaboration avec Sylvie Courcelle-Labrousse